# Ülenurme kommun
Ülenurme kommun (estniska: Ülenurme vald) var en tidigare kommun i landskapet Tartumaa i sydöstra Estland. Kommunen låg cirka 170 kilometer sydöst om huvudstaden Tallinn. Småköpingen Ülenurme utgjorde kommunens centralort.
Kommunen uppgick 2017 i Kambja kommun.

### Karta

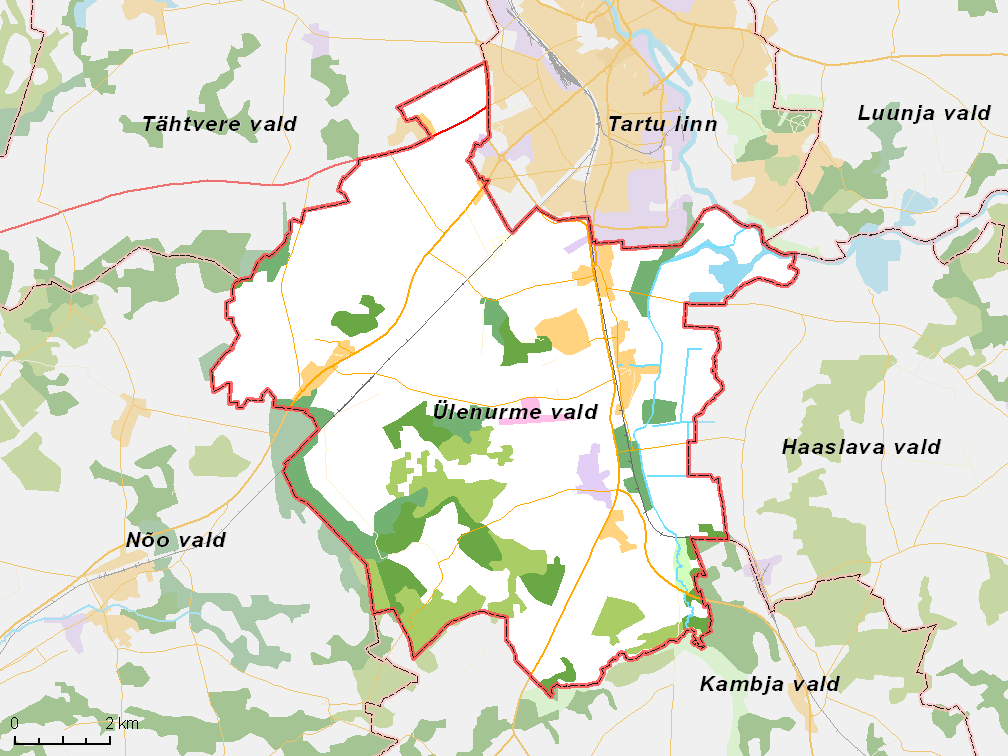
Översiktlig karta över den dåvarande kommunen.

## Geografi

### Klimat
Årsmedeltemperaturen i trakten är 2 °C. Den varmaste månaden är juli, då medeltemperaturen är 18 °C, och den kallaste är februari, med −12 °C.

## Orter
I Ülenurme kommun fanns fyra småköpingar  och tio byar.

### Småköpingar
- Külitse
- Räni
- Tõrvandi
- Ülenurme (centralort)

### Byar
- Laane
- Lemmatsi
- Lepiku
- Läti
- Reola
- Soinaste
- Soosilla
- Täsvere
- Uhti
- Õssu